# Antonín Brousek (Dichter)
Antonín Brousek (* 25. September 1941 in Prag; † 1. Mai 2013 in Jindřichův Hradec) war ein tschechischer Dichter und Literaturkritiker.

## Leben
Nach der Matura 1958 studierte Brousek bis 1961 an der Prager Karlsuniversität Tschechisch und Russisch, schloss das Studium aber nicht ab, sondern arbeitete bei verschiedenen Zeitschriften als Redakteur, zuletzt bei der während des Prager Frühlings bedeutsamen Zeitschrift Literární noviny.
1969 bekam Brousek ein Stipendium für ein Studium in der Bundesrepublik Deutschland; von diesem Aufenthalt kehrte er nicht in die Tschechoslowakei zurück. Von 1970 bis 1976 studierte er Slawistik, Germanistik und Komparatistik, war erst als freier Journalist tätig und arbeitete dann als Lektor und Dozent in Köln (1979–1982, 1985–1987) und Hamburg (1987–1998). Seit 1989 publizierte er wieder in seiner Heimat.
Der gleichnamige deutsche Politiker und Übersetzer Antonin Brousek ist sein Sohn.

## Werke
- Netrpělivost. Praha 1966.
- Wunderschöne Sträflingskugel. Übersetzung Reiner Kunze. Darmstadt 1970.
- Kontraband: verše z let 1969-1974. Toronto 1975.
- (zusammen mit Josef Škvorecký) Na brigádě. Toronto 1979. ISBN 0-88781-068-3
- Zimní spánek. Toronto 1980. ISBN 0-88781-083-7
- Podivuhodní kouzelníci: čítanka českého stalinismu v řeči vázané z let 1945-55. Surrey 1987. ISBN 0-946352-39-9
- Nouzový východ. Praha 1992. ISBN 80-204-0218-7
- Vteřinové smrti. Praha 1994. ISBN 80-202-0520-9
- Podřezávání větve. Praha 1997. ISBN 80-7215-098-7